# Petre P. Carp
Petre Carp (Iași, 28 giugno 1837 – Țibănești, 19 giugno 1919) è stato un politico rumeno, esponente del mondo liberale e due volte primo ministro della Romania (1900–1901, 1910–1912).